# Protoklepsydrops
Protoklepsydrops (Protoclepsydrops) – rodzaj owodniowca o niepewnej pozycji filogenetycznej, żyjącego w późnym w późnym karbonie (środkowy pensylwan) na terenie dzisiejszej Ameryki Północnej. Gatunkiem typowym jest P. haplous, którego holotypem jest niekompletny szkielet niedojrzałego osobnika oznaczony RM 3166 z zachowanymi częściami czaszki, 10 kręgami grzbietowymi, miednicą, kością ramienną i kością udową; holotyp odkryto w Joggins w Nowej Szkocji. Oprócz holotypu do przedstawicieli P. haplous należą też inne kości odkryte w Joggins: koniec dalszy kości ramiennej oznaczony BM (NH) R. 5778, oraz pięć kręgów grzbietowych (większych od kręgów okazu holotypowego) oznaczonych RM 12202.
P. haplous został opisany w 1964 r. przez Roberta Carrolla. Na podstawie budowy kości ramiennych Carroll zaliczył Protoclepsydrops do pelykozaurów, nie przesądzając jednak, do jakiej rodziny należał; w późniejszej publikacji autor ten uznał P. haplous za możliwego przedstawiciela rodziny ofiakodontów. Zachowane kości ramienne mają rozwinięty kostny wyrostek będący miejscem przyczepu mięśnia odwracacza (ang. supinator process), obecny również u bazalnych synapsydów; jednak odkrycia dokonane po 1964 r. dowiodły, że supinator process występował też na kościach ramiennych zauropsydów z rodziny Protorothyrididae. Nie jest więc pewne, czy Protoclepsydrops rzeczywiście był synapsydem; z Joggins znani są również przedstawiciele Protorothyrididae, więc nie można wykluczyć, że i P. haplous jest przedstawicielem tej rodziny.